# Fra Galdino
Fra Galdino è un personaggio immaginario presente ne I promessi sposi, romanzo di Alessandro Manzoni.

## Biografia del personaggio
Il personaggio ha un ruolo significativo nel capitolo III e viene citato nel capitolo XVIII.
L'autore lo descrive come un laico cappuccino che chiede noci in elemosina a ogni casa. Nel capitolo III Lucia, per mandarlo a chiamare Padre Cristoforo, gli offre una gran quantità di noci e il frate racconta a lei e Agnese il miracolo delle noci, più volte ripetuto nel romanzo (tale racconto si ispira all'exemplum).
Il personaggio di Fra Galdino ha il senso del lavoratore e conosce tutto sulle debolezze dell'uomo, ma dall'altra parte si dimostra assai furbo.
La presenza del personaggio di Fra Galdino, insieme agli altri membri ecclesiastici dei Promessi Sposi, mette in luce la forte partecipazione alla comunità della Chiesa e alla vita religiosa da parte di Lucia e di Agnese. Egli rappresenta la "figura minore" di Padre Cristoforo, il membro più illustre e autorevole del convento del paese, ed esercita parte della sua autorità: nel capitolo III Agnese e Lucia, non potendo recarsi di persona al convento presso Padre Cristoforo, si appoggiano a Fra Galdino, che diventa quindi uno strumento per rafforzare il rapporto tra clero e comunità.